# Скалба
Ска́лба — река в Пушкинском городском округе Московской области России, левый приток Учи.
Длина — 25 км, площадь водосборного бассейна — 106 км². Берёт начало в 1 км к западу от платформы 43 км Ярославского направления Московской железной дороги, в районе деревни Цернское, впадает в Учу у города Ивантеевки. Реку дважды пересекает М8 Ярославское шоссе. Через реку перекинуто примерно 11 бетонных мостов и приблизительно 20 прочих мостов. На реке 9 запруд, некоторые из которых достигают значительной площади (0,6 га, 1,5 га, 2,5 га и 17 га).
Название реки можно трактовать исходя из прибалтийско-финского или поволжско-финского происхождения гидронима. А. К. Матвеев предполагает исходную форму Скалма. Название может быть связано с литовским словом «skalbimas» — «стирка» (для сравнения — Скалбупис в Литве), или с финским «skaal» — «пересчёт». Последняя версия подтверждается записками нидерландского художника и путешественника Корнелиса де Брюйна, в которых он указывает на существование контрольного пункта в расположенной на Скалбе Братовщине в начале XVIII века: «…через 30 верст достигли мы деревни Братовщины, где осмотрели наши товары и наложили на них печати, которые снимаются только в таможне в Москве».
По данным Государственного водного реестра России, относится к Окскому бассейновому округу. Речной бассейн — Ока, речной подбассейн — бассейны притоков Оки от Мокши до впадения в Волгу, водохозяйственный участок — Клязьма от Пироговского гидроузла до города Ногинска, без реки Учи (от истока до Акуловского гидроузла).
На реке расположены дачный посёлок Зеленоградский, рабочий посёлок Правдинский, город Ивантеевка.